# Illuminismo in Polonia
Le idee dell'età dell'Illuminismo in Polonia furono sviluppate più tardi rispetto agli stati dell'Europa occidentale, in quanto la borghesia polacca era più debole e la cultura della szlachta (nobiltà), insieme al sistema politico della Confederazione Polacco-Lituana (libertà dorata) erano in grave crisi. Il periodo dell'illuminismo polacco iniziò negli anni trenta e quaranta del XVIII secolo, raggiunse il picco durante il regno dell'ultimo Re di Polonia, Stanisław August Poniatowski (seconda metà del XVIII secolo), ed iniziò il suo declino con la terza spartizione della Polonia del 1795; ebbe termine nel 1822, quando fu sostituito dal Romanticismo.
L'illuminismo polacco, pur condividendo molti caratteri in comune con i movimenti di illuminismo classici dell'Europa occidentale, differì da essi per molti aspetti, costituendo un'interessante controparte. Gran parte del pensiero dell'illuminismo occidentale si evolse nel clima oppressivo della monarchia assoluta, e pose come primo obiettivo la battaglia per la libertà politica. I pensatori occidentali aspiravano alla separazione dei poteri di Montesquieu per restringere il potere quasi illimitato dei loro sovrani. L'illuminismo polacco, invece, si sviluppò in un frangente del tutto diverso. Il sistema politico polacco era quasi l'opposto di una monarchia assoluta: i monarchi polacchi erano eletti e la loro posizione era molto debole, in quanto gran parte del potere era detenuto dal Parlamento (il Sejm). Le riforme polacche miravano all'eliminazione delle leggi che avrebbero trasformato il Paese in una semi-anarchia, conseguente all'abuso del sistema del voto con il consenso all'interno del Sejm (liberum veto) che stava paralizzando la Confederazione Polacco-Lituana, specialmente durante il periodo della dinastia Wettin: la Polonia era già stata ridotta da principale giocatore sullo scacchiere europeo a stato fantoccio in mano agli stati confinanti. Pertanto, mentre gli illuministi di Francia e Prussia scrivevano riguardo alla necessità di maggiori strumenti di controllo sui re, l'illuminismo polacco fu diretto verso la lotta contro gli abusi che nascevano dalla troppa libertà.
Ma le differenze non finiscono qui. I movimenti illuministi occidentali furono dominati dalle popolazioni delle città e dalla borghesia, mentre nella Confederazione gran parte dei riformisti giungeva dalla szlachta (nobiltà). Fortemente gerarchico e dominato dall'aristocrazia, l'Occidente combatteva per l'uguaglianza, la cui nozione era spesso considerata tradimento (come si può notare nelle battaglie non eguali nei tentativi di Denis Diderot per pubblicare la sua Encyclopédie in Francia). La szlachta della Confederazione, che formava il 10% della popolazione, considerava tuttavia l'idea dell'uguaglianza come uno dei fondamenti della propria cultura e i riformisti combatterono per espanderla verso le altre classi sociali. La tolleranza religiosa, causa di molte guerre europee, fu un altro punto fermo delle libertà polacche; mentre l'Occidente era influenzato dalla rivoluzione industriale e combatteva per colonie d'oltremare, la Confederazione, perlopiù senza sbocco sul mare, cadde nel baratro della schiavitù.
Le idee di quel periodo portarono alla fine a uno dei più grandi successi della Polonia, la Costituzione del 3 maggio 1791 (la seconda costituzione più antica al mondo), e altre riforme come la creazione del Komisja Edukacji Narodowej, il primo ministero dell'istruzione del mondo, che tentarono di trasformare la Confederazione in una monarchia costituzionale moderna. Nonostante i tentativi di riforma politica fossero ostacolati dalla guerra civile (Confederazione di Targowica) e dall'intervento militare degli stati confinanti, che si concluse con la spartizione della Polonia, l'impatto culturale di quel periodo rimase nella cultura polacca per diversi anni.
Le idee dell'Illuminismo polacco ebbero anche un impatto significativo all'estero. Dalla Confederazione di Bar (1768) attraverso tutto il periodo del Grande Sejm e fino alla tragica conseguenza della Costituzione del 3 maggio del 1791, la Polonia poté godere di una grande fioritura letteraria, ma anche politica e costituzionale. Parte della letteratura polacca fu discussa in Francia, e giunse addirittura all'attenzione di Thomas Jefferson. John Adams, che fu a Parigi fino all'arrivo di Jefferson, divenne ministro americano a Londra e scrisse i suoi tre volumi della Difesa della Costituzione degli Stati Uniti, nella quale fu discusso il governo repubblicano polacco
.

## I centri principali dell'Illuminismo in Polonia
- Arti
  - Teatr Narodowy (Teatro Nazionale)
- Istruzione

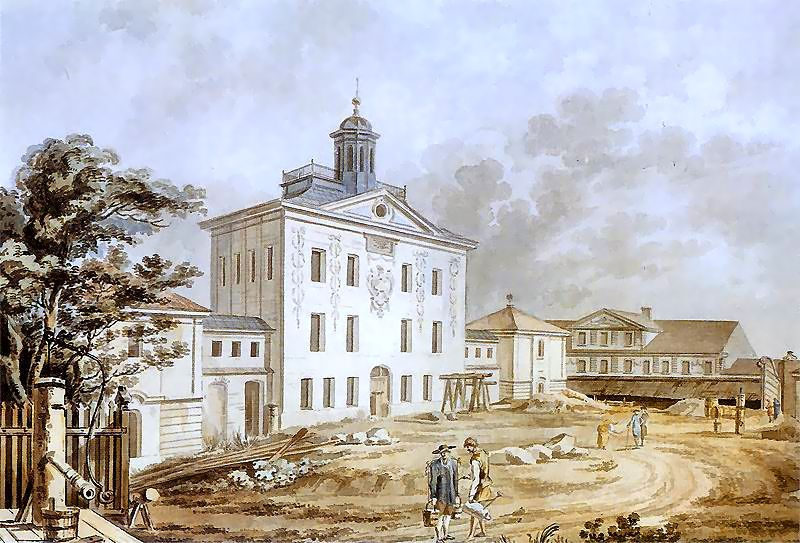
Biblioteca di Załuski, la prima biblioteca pubblica in Polonia.

  - Komisja Edukacji Narodowej (Commissione dell'Istruzione Nazionale)
    - Towarzystwo do Ksiąg Elementarnych (Società per i Libri Elementari)

  - Szkoła Rycerska (Scuola dei Cavalieri)
- Scienze
  - Towarzystwo Przyjaciół Nauk (Società degli Amici delle Scienze)
- Giornali
  - Monitor
  - Zabawy Przyjemne i Pożyteczne

## Principali personalità dell'Illuminismo polacco
- Wojciech Bogusławski - padre del teatro polacco
- Franciszek Bohomolec - poeta, scrittore, editore, insegnante
- Tadeusz Czacki - istruzione, economia, fondatore del Towarzystwo Przyjaciół Nauk e Liceum Krzemienieckie
- Jakub Jasiński - poeta, generale, sostenitore radicale della rivoluzione
- Franciszek Salezy Jezierski - scrittore, attivista politico
- Franciszek Karpiński - poeta
- Franciszek Kniaźnin (Franciszek Dionizy Kniażin) - poeta, scrittore
- Hugo Kołłątaj - parroco, attivista sociale e politico, pensatore, storico e filosofo
- Stanisław Konarski - precursore della riforma dell'istruzione, autore di O skutecznym rad sposobie
- Onufry Kopczyński - insegnante, precursore della grammatica polacca
- Michał Dymitr Krajewski - scrittore, attivista
- Ignacy Krasicki - uno dei maggiori poeti polacchi, scrittore, vescovo
- Stanisław Leszczyński - Re di Polonia, attivista politico, scrittore (Głos wolny wolność ubezpieczający)
- Samuel Bogumił Linde - Presidente di Towarzystwo do Ksiąg Elementarnych, creatore di Słownik Języka Polskiego
- Adam Naruszewicz - poeta, traduttore, storico
- Julian Ursyn Niemcewicz - poeta, commediografo, attivista indipendente
- Jan Piotr Norblin - pittore
- Józef Maksymilian Ossoliński - scrittore, attivista sociale, scientifico e culturale, fondatore di Zakład Narodowy im. Ossolińskich
- Grzegorz Piramowicz - scrittore, filosofo, attivista nel campo dell'istruzione
- Stanisław August Poniatowski - Re, sostenitore delle arti e delle scienze in Polonia
- Scipione Piattoli - uomo politico, consigliere di Poniatowski, maestro di  Adam Jerzy Czartoryski e tra i fautori della Costituzione del 3 maggio
- Stanisław Staszic - scrittore, economista
- Jan Śniadecki - astronomo, matematico, filosofo
- Jędrzej Śniadecki - chimico
- Stanisław Trembecki - poeta (stile del classicismo)
- Tomasz Kajetan Węgierski - poeta, esploratore
- Józef Wybicki - attivista politico, autore delle parole di Mazurek Dąbrowskiego, inno nazionale della Polonia
- Franciszek Zabłocki - poeta, commediografo, segretario di Towarzystwo do Ksiąg Elementarnych
- Andrzej Stanisław Załuski e Józef Andrzej Załuski - fondatori della prima biblioteca pubblica della Polonia, Biblioteka Załuskich
- Andrzej Zamoyski - kanclerz, politico, autore del Codice Zamoyski